# Transylvania Open 2021 - Qualificazioni singolare
Le qualificazioni del singolare femminile del Transylvania Open sono state un torneo di tennis preliminare per accedere alla fase finale della manifestazione. Le vincitrici dell'ultimo turno sono entrate di diritto nel tabellone principale. In caso di ritiro di una o più giocatrici aventi diritto a queste sono subentrati le lucky loser, ossia le giocatrici che hanno perso nell'ultimo turno ma che avevano una classifica più alta rispetto alle altre partecipanti che avevano comunque perso nel turno finale.

## Teste di serie
1. Anna Bondár (qualificata)
2. Anna-Lena Friedsam (spostata nel tabellone principale)
3. Anastasija Gasanova (qualificata)
4. Aleksandra Krunić (qualificata)
5. Lesja Curenko (qualificata)
6. Lesley Pattinama Kerkhove (qualificata)

1. Ekaterine Gorgodze (primo turno)
2. Rebecca Šramková (primo turno)
3. Ellen Perez (ritirata)
4. Anastasija Zacharova (primo turno)
5. Jana Fett (ultimo turno, Lucky loser)
6. Seone Mendez (ultimo turno)

## Qualificate
1. Anna Bondár
2. Alexandra Ignatik
3. Anastasija Gasanova

1. Aleksandra Krunić
2. Lesja Curenko
3. Lesley Pattinama Kerkhove

## Lucky loser
1. Jana Fett

## Tabellone

### Legenda
| - Q = Qualificato - WC = Wild card - LL = Lucky loser | - ALT = Alternate - SE = Special Exempt - PR = Protected Ranking | - w/o = Walkover - r = Ritirato - d = Squalificato |

### Sezione 1
|  | Primo turno | Primo turno      | Primo turno      | Primo turno | Primo turno |  |  | Ultimo turno | Ultimo turno | Ultimo turno | Ultimo turno | Ultimo turno |  |
|  |             |                  |                  |             |             |  |  |              |              |              |              |              |  |
|  | 1           | Anna Bondár      | Anna Bondár      | 6           | 6           |  |  |              |              |              |              |              |  |
|  |             | Angelina Gabueva | Angelina Gabueva | 2           | 1           |  |  | 1            | Anna Bondár  | Anna Bondár  | 6            | 6            |  |
|  |             | Amina Anshba     | 2                | 7           | 3           |  |  | 11           | Jana Fett    | Jana Fett    | 2            | 0            |  |
|  | 11          | Jana Fett        | 6                | 63          | 6           |  |  |              |              |              |              |              |  |

### Sezione 2
|  | Primo turno | Primo turno       | Primo turno       | Primo turno | Primo turno |  |  | Ultimo turno | Ultimo turno          | Ultimo turno          | Ultimo turno | Ultimo turno |  |
|  |             |                   |                   |             |             |  |  |              |                       |                       |              |              |  |
|  |             |                   |                   |             |             |  |  |              |                       |                       |              |              |  |
|  |             |                   |                   |             |             |  |  | WC           | Vanessa Popa Teiușanu | Vanessa Popa Teiușanu | 0            | 1            |  |
|  |             | Alexandra Ignatik | Alexandra Ignatik | 6           | 6           |  |  |              | Alexandra Ignatik     | Alexandra Ignatik     | 6            | 6            |  |
|  | 8           | Rebecca Šramková  | Rebecca Šramková  | 3           | 2           |  |  |              |                       |                       |              |              |  |

### Sezione 3
|  | Primo turno | Primo turno         | Primo turno         | Primo turno | Primo turno |  |  | Ultimo turno | Ultimo turno        | Ultimo turno        | Ultimo turno | Ultimo turno |  |
|  |             |                     |                     |             |             |  |  |              |                     |                     |              |              |  |
|  | 3           | Anastasija Gasanova | Anastasija Gasanova | 6           | 6           |  |  |              |                     |                     |              |              |  |
|  | WC          | Ilinca Amariei      | Ilinca Amariei      | 1           | 1           |  |  | 3            | Anastasija Gasanova | Anastasija Gasanova | 6            | 6            |  |
|  |             |                     |                     |             |             |  |  | WC           | Briana Szabó        | Briana Szabó        | 1            | 0            |  |
|  |             |                     |                     |             |             |  |  |              |                     |                     |              |              |  |

### Sezione 4
|  | Primo turno | Primo turno        | Primo turno        | Primo turno | Primo turno |  |  | Ultimo turno | Ultimo turno      | Ultimo turno      | Ultimo turno | Ultimo turno |  |
|  |             |                    |                    |             |             |  |  |              |                   |                   |              |              |  |
|  | 4           | Aleksandra Krunić  | Aleksandra Krunić  | 6           | 6           |  |  |              |                   |                   |              |              |  |
|  |             | Anna Danilina      | Anna Danilina      | 2           | 0           |  |  | 4            | Aleksandra Krunić | Aleksandra Krunić | 6            | 6            |  |
|  |             | Yuriko Miyazaki    | Yuriko Miyazaki    | 6           | 7           |  |  |              | Yuriko Miyazaki   | Yuriko Miyazaki   | 1            | 2            |  |
|  | 7           | Ekaterine Gorgodze | Ekaterine Gorgodze | 4           | 5           |  |  |              |                   |                   |              |              |  |

### Sezione 5
|  | Primo turno | Primo turno           | Primo turno           | Primo turno | Primo turno |  |  | Ultimo turno | Ultimo turno  | Ultimo turno  | Ultimo turno | Ultimo turno |  |
|  |             |                       |                       |             |             |  |  |              |               |               |              |              |  |
|  | 5           | Lesja Curenko         | Lesja Curenko         | 7           | 6           |  |  |              |               |               |              |              |  |
|  |             | Yvonne Cavallé Reimer | Yvonne Cavallé Reimer | 63          | 3           |  |  | 5            | Lesja Curenko | Lesja Curenko | 7            | 6            |  |
|  | WC          | Andreea Roșca         | Andreea Roșca         | 7           | 6           |  |  | WC           | Andreea Roșca | Andreea Roșca | 5            | 1            |  |
|  | 10          | Anastasija Zacharova  | Anastasija Zacharova  | 64          | 3           |  |  |              |               |               |              |              |  |

### Sezione 6
|  | Primo turno | Primo turno | Primo turno | Primo turno | Primo turno |  |  | Ultimo turno | Ultimo turno              | Ultimo turno              | Ultimo turno | Ultimo turno |  |
|  |             |             |             |             |             |  |  |              |                           |                           |              |              |  |
|  |             |             |             |             |             |  |  |              |                           |                           |              |              |  |
|  |             |             |             |             |             |  |  | 6            | Lesley Pattinama Kerkhove | Lesley Pattinama Kerkhove | 6            | 6            |  |
|  |             |             |             |             |             |  |  | 12           | Seone Mendez              | Seone Mendez              | 3            | 1            |  |
|  |             |             |             |             |             |  |  |              |                           |                           |              |              |  |